# Wikipedie Zero

Oficiální logo Wikipedie Zero

Wikipedie Zero byl projekt Nadace Wikimedia poskytující přístup na Wikipedii bez poplatků za přenos dat většinou v rozvojových zemích. Projekt byl představen v roce 2012.

## Historie
Wikipedie Zero byla poprvé spuštěna v Malajsii v květnu 2012.  V říjnu pak v Thajsku a Saúdské Arábii. V květnu 2013 byl spuštěn v Pákistánu. V červnu 2013 se přidala Srí Lanka. Volný přístup na Wikipedii je poskytován i v Indii. Od října 2013 i v Jordánsku.
Inspirací pro Wikipedii Zero byl Facebook Zero.

Mapa zemí, kde je dostupná služba Wikipedie Zero

Přestože projekt Wikipedia Zero slaví víceméně velký úspěch v zemích, kde je umožňován neplacený přístup k datům ze serverů nadace Wikimedia, vyvolal určité diskuze ohledně dodržování pravidel síťové neutrality. Zvláště poté, co byla síťová neutralita ukotvena v nařízení EU, reformující trh s telekomunikačními službami (tzv. Connected continent package).
Projekt byl ukončen v roce 2018. Mezi faktory vedoucími k opuštění programu Wikipedie Zero figurovalo malé povědomí o Wikipedii mimo Evropu a Severní Ameriku obecně, vývoj na poli mobilních technologií a globální snížení ceny mobilních dat.